# Mansfield (Connecticut)
Pour les articles homonymes, voir Mansfield.
Mansfield est une ville américaine située dans le comté de Tolland au Connecticut.
Mansfield devient une municipalité en 1702.

## Démographie
| 1840  | 1850  | 1860  | 1870  | 1880  | 1890  |
| ----- | ----- | ----- | ----- | ----- | ----- |
| 2 276 | 2 517 | 2 165 | 2 401 | 2 154 | 1 911 |

| 1900  | 1910  | 1920  | 1930  | 1940  | 1950   |
| ----- | ----- | ----- | ----- | ----- | ------ |
| 1 827 | 1 977 | 2 574 | 3 349 | 4 559 | 10 008 |

| 1960   | 1970   | 1980   | 1990   | 2000   | 2010   |
| ------ | ------ | ------ | ------ | ------ | ------ |
| 14 638 | 19 994 | 20 634 | 21 103 | 20 720 | 26 543 |

Selon le recensement de 2010, Mansfield compte 26 543 habitants. La municipalité s'étend sur 45,62 milles carrés (118,16 km2), dont 1,02 milles carrés (2,64 km2) d'étendues d'eau.